# Jake Andrews
Jacob Wesley Andrews (Montgomery, Alabama; 11 de noviembre de 1999) más conocido como Jake Andrews, es un jugador profesional estadounidense de fútbol americano, se desempeña en la posición de center en New England Patriots, en la National Football League (NFL).

## Carrera
Hizo su debut profesional con el equipo New England Patriots, lleva jugando una temporada, comenzó en el 2023.